# 大都会广场 (广州)
大都会广场是中华人民共和国广东省广州市的两座大楼，一座是楼高198.8米、共52层的大都会广场一期，一座是楼高116米、共28层的中国市长大厦。大楼与1996年完工。

## 画廊

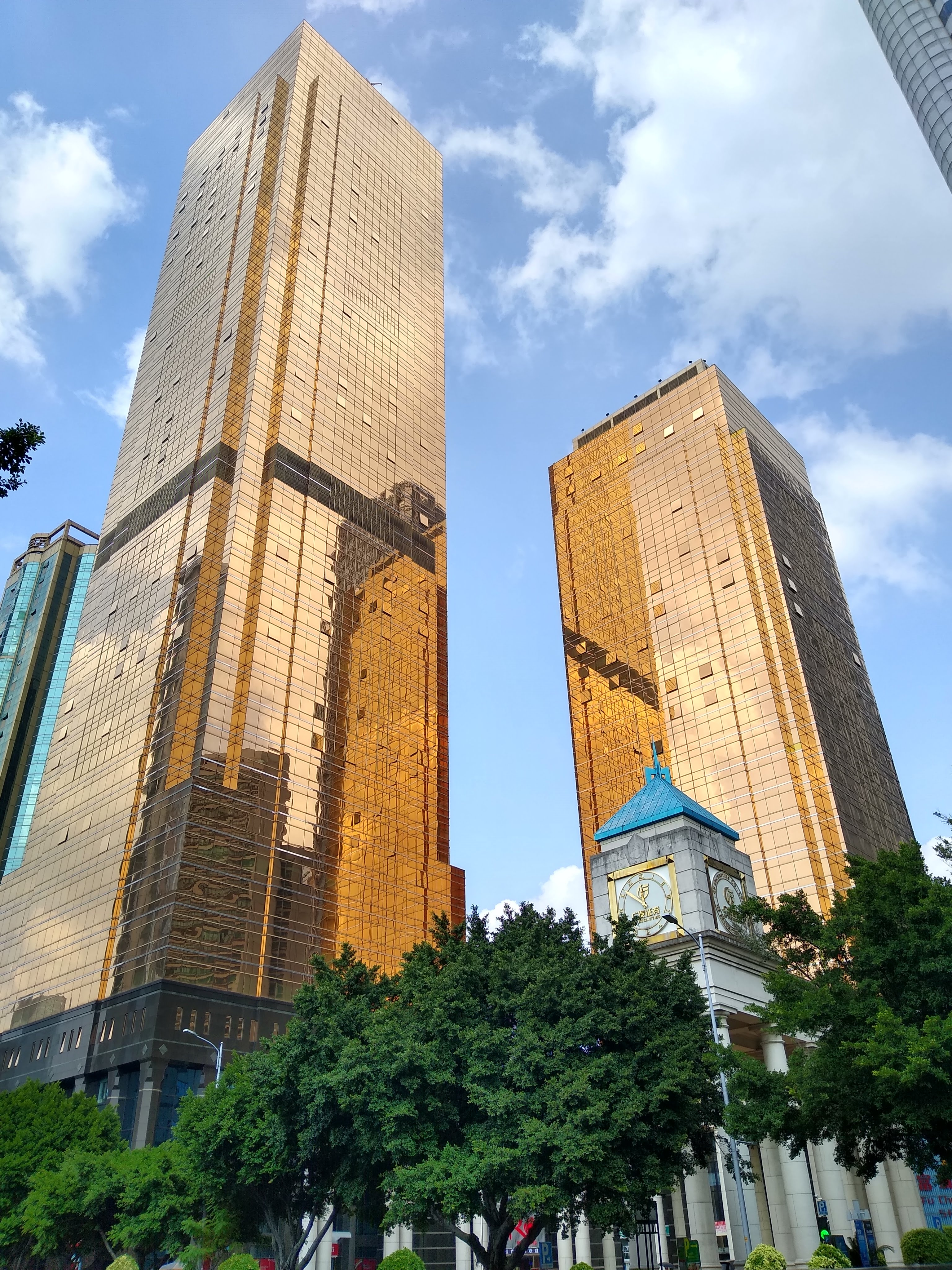
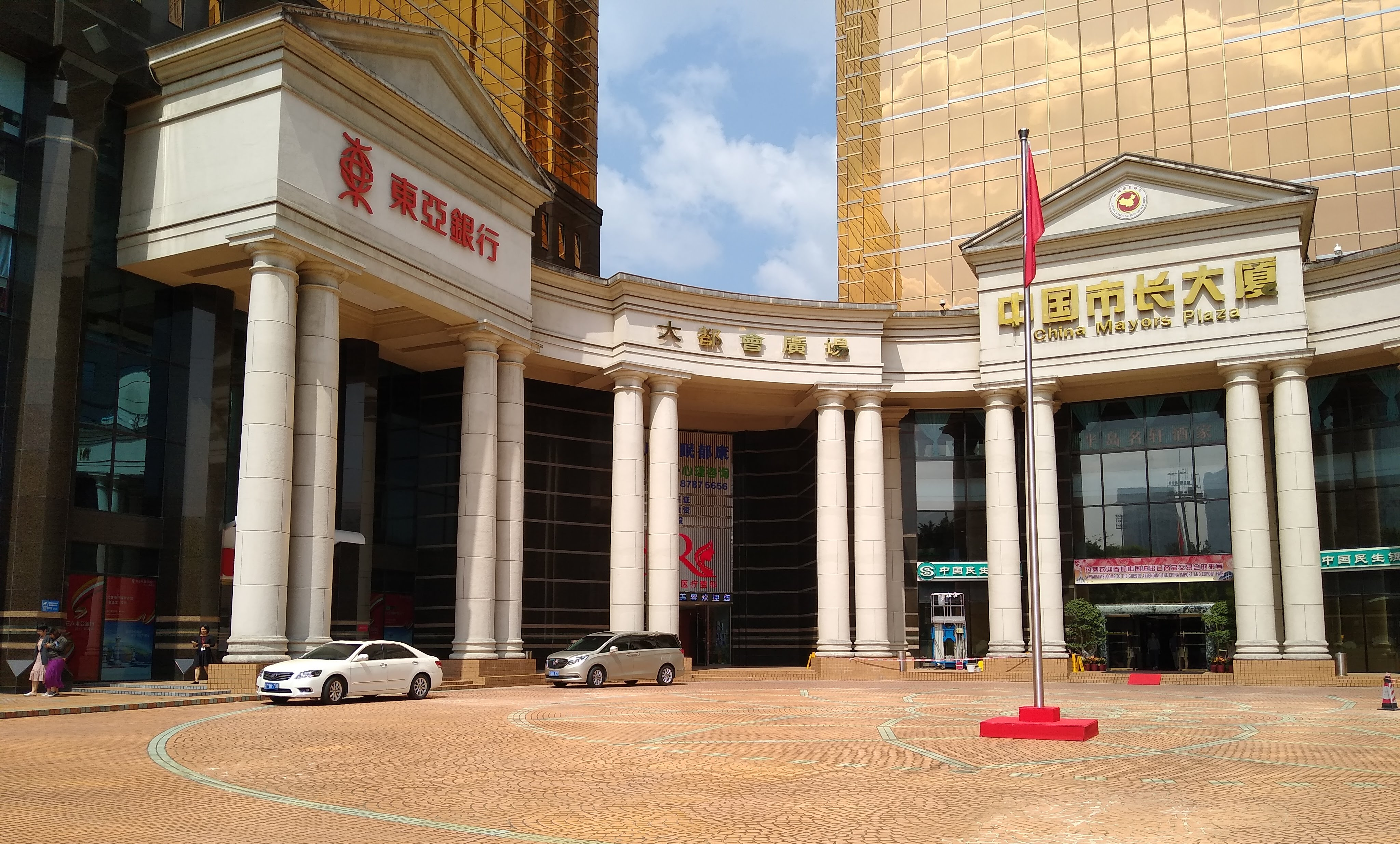